# NGC 6067
NGC 6067 (другие обозначения — OCL 953, ESO 178-SC12) — рассеянное скопление в созвездии Наугольник.
Этот объект входит в число перечисленных в оригинальной редакции «Нового общего каталога».